# Marko Roko Vincetić
Marko Roko Vincetić ( Ugljara, Orašje, 21. listopada 1942.) je hrvatski i bosanskohercegovački pjesnik. Osnovnu školu pohađao i s uspjehom završio u Orašju. Bavi se zemljoradnjom, alternativno zanimanje mu je noćni čuvar.

## Djela
- Glas ravnice (pjesme, 1999.)